# کنتاگم
کنتاگم (به پرتغالی: Contagem) یک منطقهٔ مسکونی در برزیل است که در مینا ژرایس واقع شده‌است. کنتاگم ۱۹۴٫۵۸۶ کیلومتر مربع مساحت و ۶۵۹٬۰۷۰ نفر جمعیت دارد و ۸۵۸ متر بالاتر از سطح دریا واقع شده‌است.